# FK Slavoj Trebišov
Futbalový Klub Slavoj Trebišov w skrócie FK Slavoj Trebišov – słowacki klub piłkarski, grający w drugiej lidze słowackiej, mający siedzibę w mieście Trebišov.

## Historia
Klub został założony w 1912 roku jako Trebišovský ŠK. W sezonie 2007/2008 klub wywalczył swój historyczny awans do drugiej ligi słowackiej.

## Historyczne nazwy
- 1912 – Trebišovský ŠK (Trebišovský športový klub)
- 1919 – Törekvés Trebišov
- 1924 – Trebišovský ŠK (Trebišovský športový klub)
- 194? – ŠK Trebišov (Športový klub Trebišov)
- 195? – Sokol Tabaková Trebišov
- 195? – Sokol Potravinár Trebišov
- 1953 – TJ Slavoj Trebišov (Telovýchovná jednota Slavoj Trebišov)
- 1970 – TJ Slavoj Poľnohospodár Trebišov (Telovýchovná jednota Slavoj Poľnohospodár Trebišov)
- 199? – FK Slavoj Trebišov (Futbalový klub Slavoj Trebišov)

## Stadion
Domowe mecze klub rozgrywa na Štadiónie Slavoja Trebišov, położonym w mieście Trebišov. Stadion może pomieścić 3000 widzów.